# Trigonectes macrophthalmus
Trigonectes macrophthalmus är en fiskart som beskrevs av Costa, 1990. Trigonectes macrophthalmus ingår i släktet Trigonectes och familjen Rivulidae. Inga underarter finns listade i Catalogue of Life.